# Гринвичский пешеходный туннель
Гринвичский пешеходный туннель (англ. The Greenwich Foot Tunnel) — пешеходный туннель под Темзой в восточном Лондоне, связывающий Гринвич (Королевский боро Гринвич) на юге с Собачьим островом (Тауэр-Хамлетс) на севере. Длина тоннеля — 370 метров.

## История создания

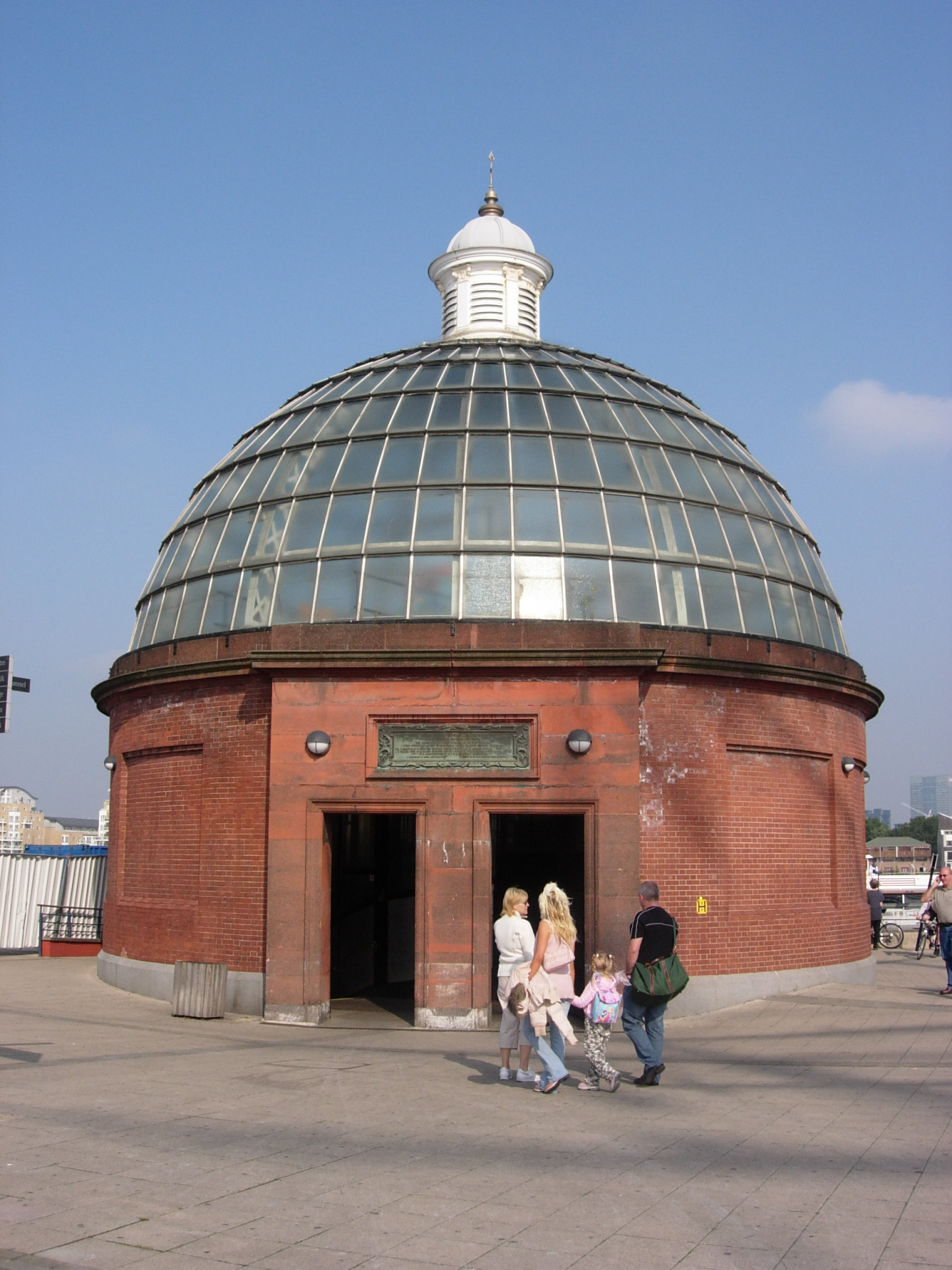
Южный вход в туннель

По заказу Лондонского совета графства (англ. London County Council) инженер Александр Бинни разработал проект туннеля, а строительными работами руководил John Cochrane & Co. Строительство началось в июне 1899 года, а открытие состоялось 4 августа 1902 года. Туннель позволил простым рабочим жить на южном побережье Темзы, не оплачивая дорогостоящее жильё в Лондоне, и добираться на работу в доки и верфи Собачьего острова.
Входы в туннель покрыты стеклянными куполами. Установленные в 1904 году лифты были заменены в 1992 году, затем — в 2012. Винтовые лестницы спускаются в шахту вдоль стен, облицованных плиткой. Одетый в железо туннель диаметром около 2,74 м и длиной 370,2 м залегает на глубине 15,2 м. Железные кольца, поддерживающие свод, перемежаются глазурованной плиткой.
Северная сторона туннеля пострадала при бомбардировках Лондона во Вторую мировую войну. Использование толстой стальной и бетонной внутренней облицовки существенно уменьшило диаметр туннеля. Северный вход имеет 87 ступеней, а южный — 100.
В 2010—2011 годах туннель претерпел реставрацию.
В сентябре 2013 года основано общество «Друзья пешеходных переходов Гринвича и Вулвича» (FOGWOFT).
В 2016 году в туннеле установили Ethos Active Mobility для регистрации скорости движения велосипедистов и пешеходов и предупреждения посетителей о благоразумном поведении. Для наиболее загруженных часов висит красная надпись «Ехать на велосипеде запрещено» (англ. No cycling allowed), а для менее активных часов — зелёная надпись «Пожалуйста, обращайте внимание на пешеходов» (англ. Please consider pedestrians). Официально проезд на велосипеде по туннелю запрещён, что, однако, не останавливает велосипедистов, желающих сэкономить время.

## Расположение
Туннель соединяет:
- Исторический район Гринвич на южном побережье Темзы. Выход из тоннеля расположен в непосредственной близости от восстановленного клипера «Катти Сарк» (англ. Cutty Sark)[4].
- Деловой квартал Канэри-Уорф на северном побережье реки. Северный вход туннеля находится в парке Island Gardens на Собачьем острове с видом на Гринвичский морской госпиталь, Квинс-хаус и Гринвичскую обсерваторию[4].

### Координаты
- Южный вход: 51°29′00″ с. ш. 0°00′37″ з. д.HGЯO
- Северный вход: 51°29′12″ с. ш. 0°00′33″ з. д.HGЯO

## Галерея

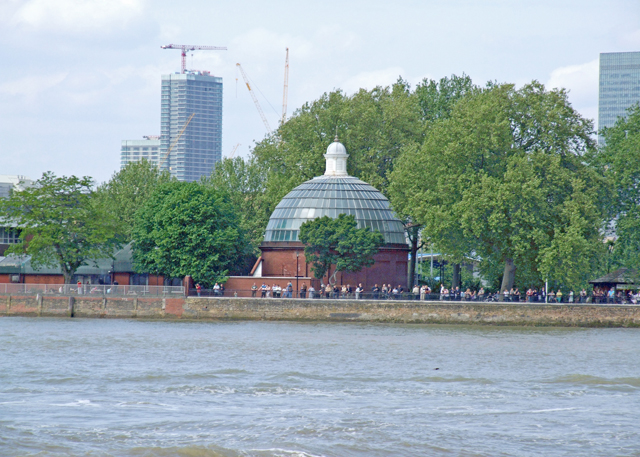
Северный вход
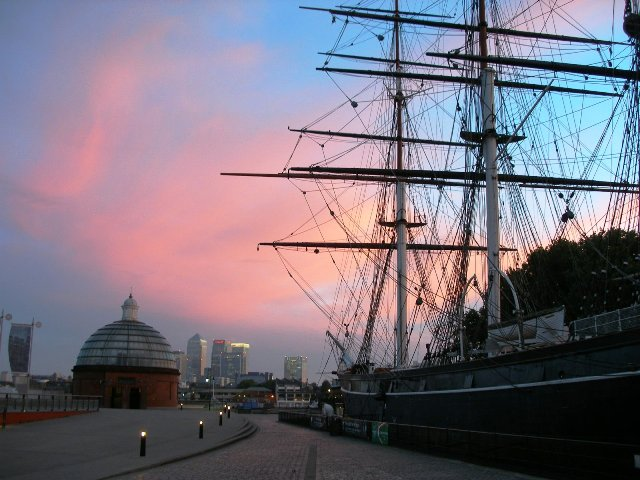
«Катти Сарк» и южный вход
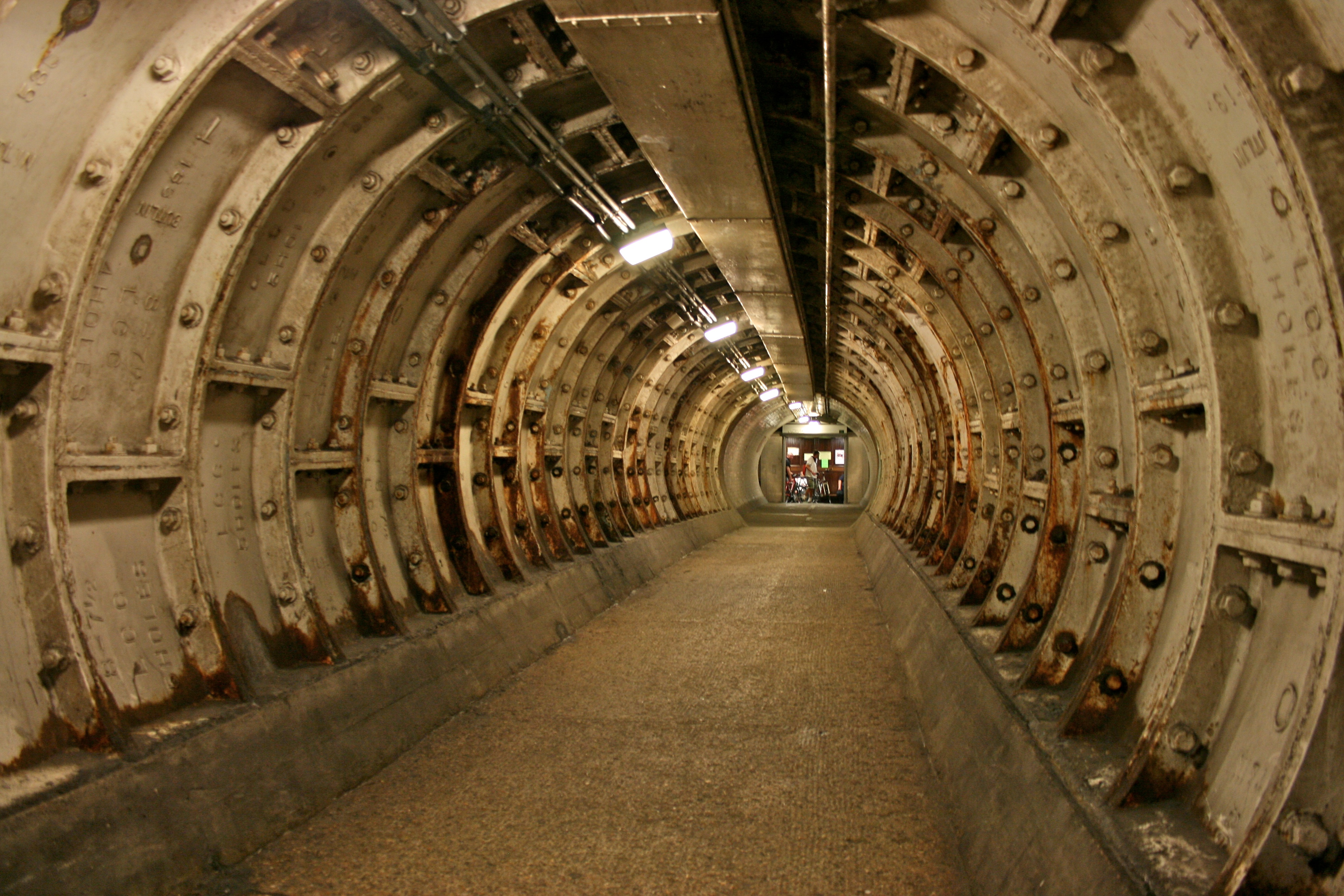
Отремонтированная часть туннеля после бомбардировки во время Второй мировой войны
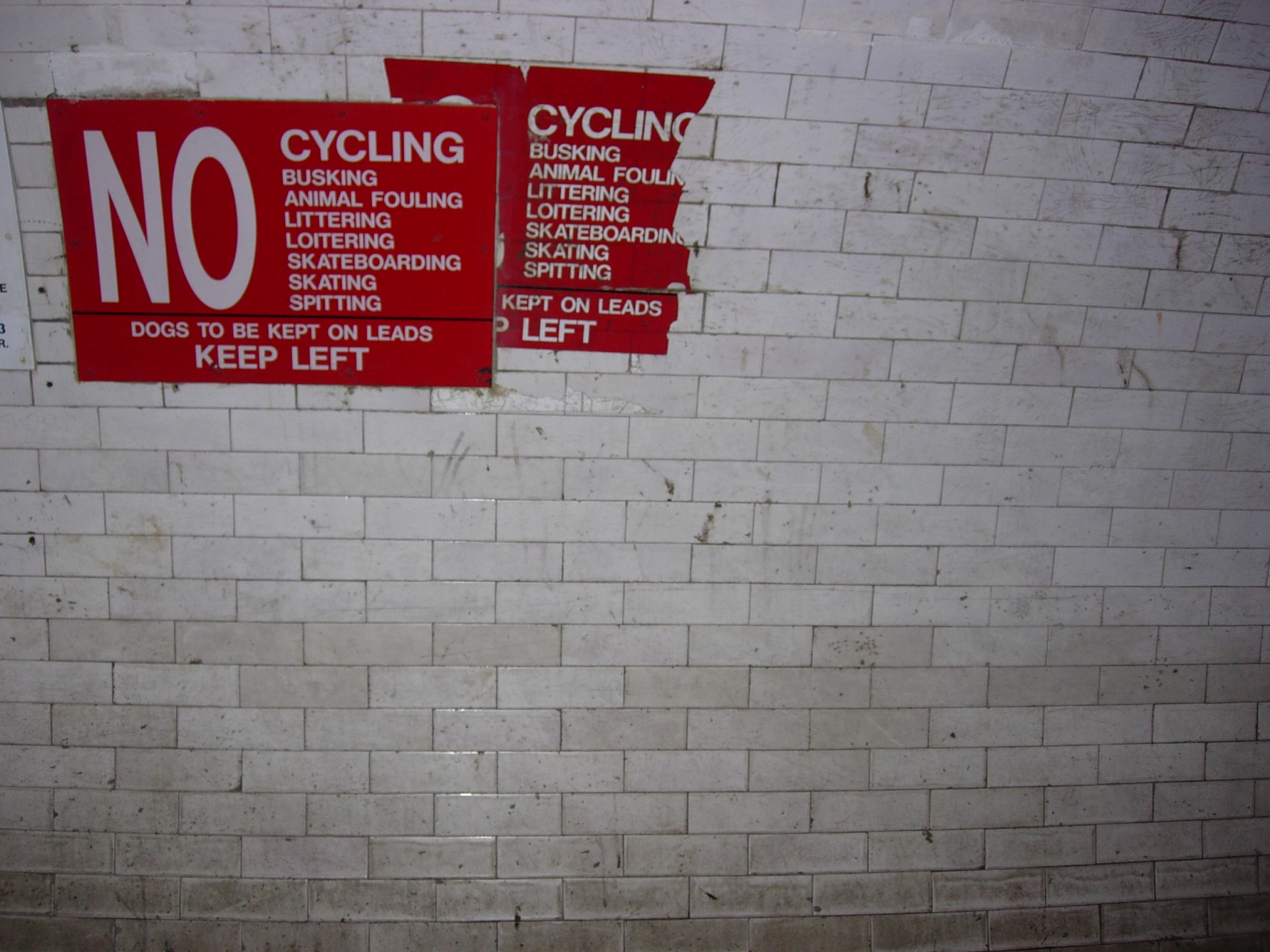
Предупреждающая надпись
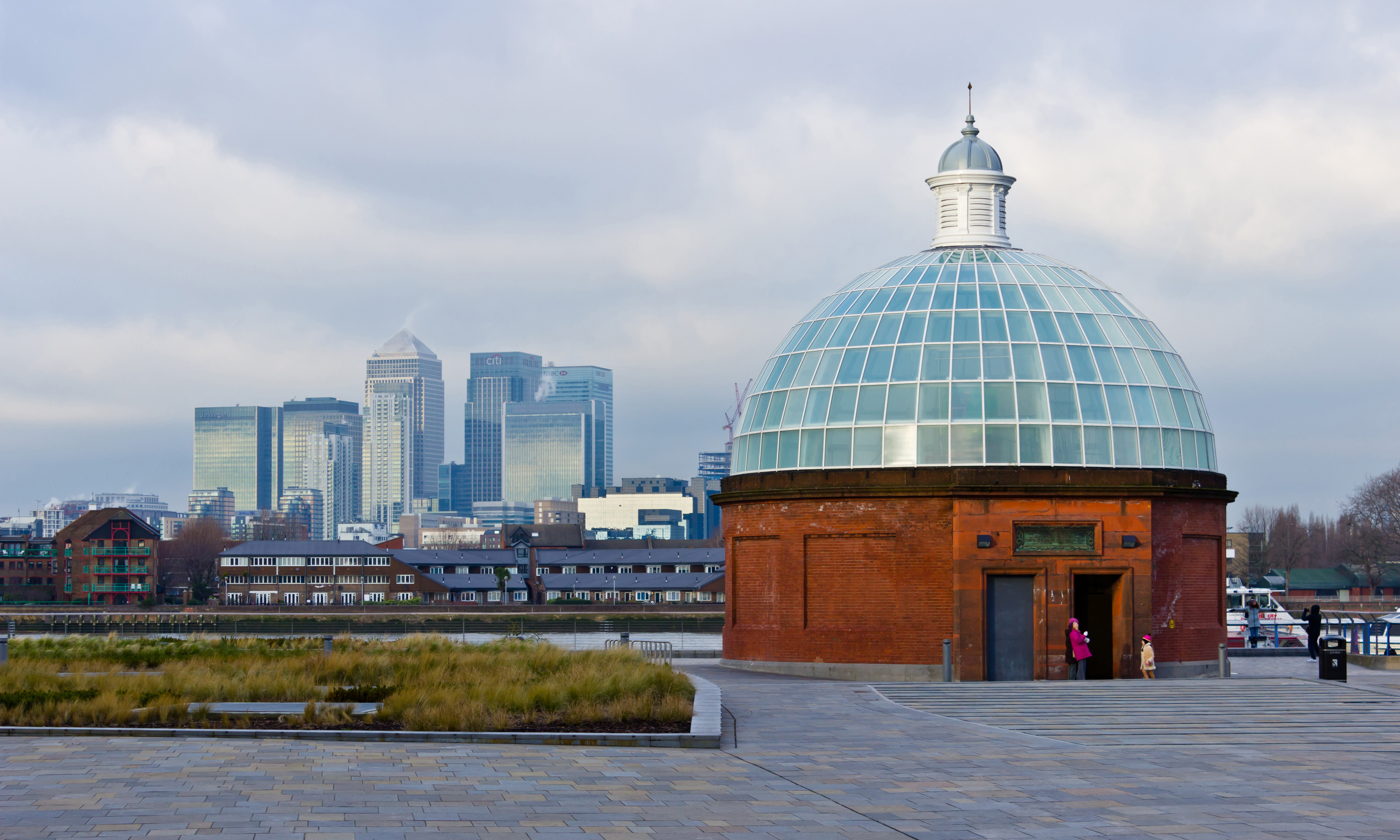
Южный вход с видом на Канэри-Уорф